# 無言歌 (映画)
『無言歌』（むごんか、原題:夹边沟、英語題The Ditch）は、王兵監督による2010年の香港・フランス・ベルギー合作の映画。

## あらすじ
1960年、中華人民共和国の反右派闘争によって、多数の人間が甘粛省の砂漠にある政治犯収容所に送られ、強制労働についていた。董建義（ヤン・ハオユー）は、自分の死体を妻が持ち帰ることのできるように手配してほしい、と李民漢（ルウ・イエ）に言い残して命を落とす。その後、董顧（シュー・ツェンツー）が夫を探して上海からやって来る。彼女は夫の死を知らされ、泣き崩れる。数えきれない人間が葬られている砂漠で夫の死体を見つけることは不可能だと周囲の誰もが考えたが、彼女だけは決して諦めることなく、夫の死体を探し続ける。

## キャスト
- ルウ・イエ
- リェン・レンジュン
- シュー・ツェンツー
- ヤン・ハオユー
- チョン・ジェンウー
- ジン・ニェンソン
- リー・シャンニェン

## 発表
本作は、監督の王兵にとって、初の長編劇映画である。2010年、第67回ヴェネツィア国際映画祭コンペティション部門で上映された。